# 勒马尔济约福兰
勒马尔济约福兰（法語：Le Malzieu-Forain，法語發音：[lə malzjø fɔʁɛ̃]）是法国洛泽尔省的一个市镇，属于芒德区。

## 地理
勒马尔济约福兰（44°51'16"N, 3°19'42"E）面积48.65 平方千米，位于法国奧克西塔尼大區洛泽尔省，该省份为法国南部内陆省份，北起上盧瓦爾省和康塔爾省，西接阿韦龙省，南至加尔省，东临阿尔代什省。
与勒马尔济约福兰接壤的市镇（或旧市镇、城区）包括：圣普里瓦迪福、马尔热里德地区波亚克、索格、格雷兹、沙纳莱耶、拉若、利马尼奥勒河畔圣阿尔邦、普吕尼耶尔、圣莱热迪马尔济约、勒马尔济约维尔。

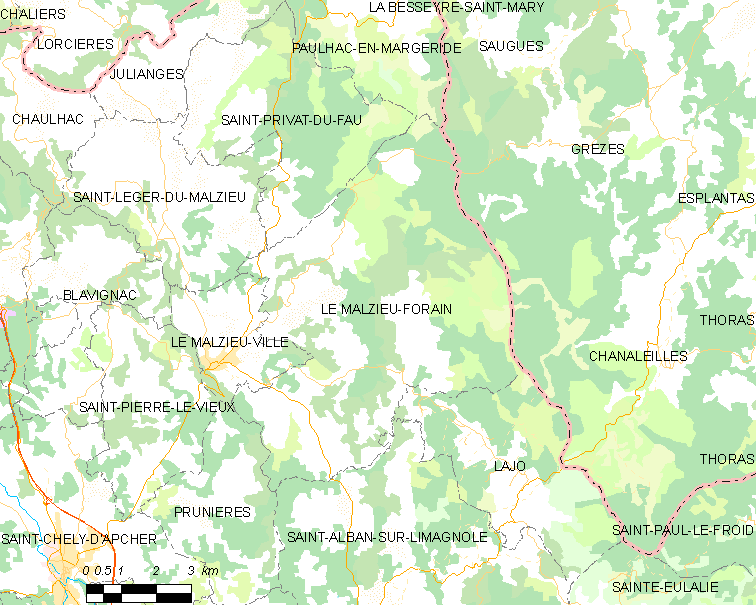
勒马尔济约福兰的OSM定位图

勒马尔济约福兰的时区为UTC+01:00、UTC+02:00（夏令时）。

## 行政
勒马尔济约福兰的邮政编码为48140，INSEE市镇编码为48089。

## 政治
勒马尔济约福兰所属的省级选区为利马尼奥勒河畔圣阿尔邦县。

## 人口

1962-2008年间勒马尔济约福兰人口变化图示

勒马尔济约福兰于2022年1月1日时的人口数量为491人。